# Championnat FIA GT 1997
Navigation
Édition suivante
La saison 1997 du Championnat FIA GT est la première édition de cette compétition. Elle se déroule du 13 avril au 26 octobre 1997. Elle comprend onze manches dont les 1 000 kilomètres de Suzuka. Elle a consacré le pilote Bernd Schneider ainsi que l'équipe Mercedes-AMG.

## Calendrier
| Manche | Course                           | Circuit                       | Date         |
| ------ | -------------------------------- | ----------------------------- | ------------ |
| 1      | 4 Heures d'Hockenheim            | Hockenheimring                | 13 avril     |
| 2      | British Empire Trophy (4 Heures) | Circuit de Silverstone        | 11 mai       |
| 3      | 3 Heures d'Helsinki              | Circuit urbain d'Helsinki     | 25 mai       |
| 4      | 4 Heures du Nürburgring          | Nürburgring                   | 29 juin      |
| 5      | 4 Heures de Spa                  | Circuit de Spa-Francorchamps  | 20 juillet   |
| 6      | 4 Heures de Zeltweg              | A1-Ring                       | 3 août       |
| 7      | POKKA 1 000 kilomètres de Suzuka | Circuit de Suzuka             | 24 août      |
| 8      | 4 Heures de Donington            | Donington Park                | 14 septembre |
| 9      | 4 Heures du Mugello              | Circuit du Mugello            | 28 septembre |
| 10     | 3 Heures de Sebring              | Sebring International Raceway | 18 octobre   |
| 11     | Laguna Seca 3 Hours              | Laguna Seca Raceway           | 26 octobre   |

## Résultats
| Manche | Circuit        | Équipe gagnante GT1                               | Équipe gagnante GT2                             | Résultats |
| Manche | Circuit        | Pilotes vainqueurs GT1                            | Pilotes vainqueurs GT2                          | Résultats |
| ------ | -------------- | ------------------------------------------------- | ----------------------------------------------- | --------- |
| 1      | Hockenheimring | #8 BMW Motorsport                                 | #51 Viper Team Oreca                            | résultats |
| 1      | Hockenheimring | J.J. Lehto Steve Soper                            | Olivier Beretta Philippe Gache                  | résultats |
| 2      | Silverstone    | #9 BMW Motorsport                                 | #52 Viper Team Oreca                            | résultats |
| 2      | Silverstone    | Peter Kox Roberto Ravaglia                        | Justin Bell Tommy Archer                        | résultats |
| 3      | Helsinki       | #8 BMW Motorsport                                 | #56 Roock Racing                                | résultats |
| 3      | Helsinki       | J.J. Lehto Steve Soper                            | Claudia Hürtgen Bruno Eichmann Ni Amorim        | résultats |
| 4      | Nürburgring    | #11 AMG Mercedes                                  | #56 Roock Racing                                | résultats |
| 4      | Nürburgring    | Bernd Schneider Klaus Ludwig                      | Claudia Hürtgen Bruno Eichmann Ni Amorim        | résultats |
| 5      | Spa            | #8 BMW Motorsport                                 | #52 Viper Team Oreca                            | résultats |
| 5      | Spa            | J.J. Lehto Steve Soper                            | Justin Bell Marc Duez                           | résultats |
| 6      | A1-Ring        | #12 AMG Mercedes                                  | #57 Roock Racing                                | résultats |
| 6      | A1-Ring        | Klaus Ludwig Bernd Mayländer                      | Stéphane Ortelli Claudia Hürtgen Bruno Eichmann | résultats |
| 7      | Suzuka         | #10 AMG Mercedes                                  | #51 Viper Team Oreca                            | résultats |
| 7      | Suzuka         | Alessandro Nannini Marcel Tiemann Bernd Schneider | Olivier Beretta Philippe Gache                  | résultats |
| 8      | Donington      | #11 AMG Mercedes                                  | #51 Viper Team Oreca                            | résultats |
| 8      | Donington      | Bernd Schneider Alexander Wurz                    | Olivier Beretta Philippe Gache                  | résultats |
| 9      | Mugello        | #8 BMW Motorsport                                 | #52 Viper Team Oreca                            | résultats |
| 9      | Mugello        | J.J. Lehto Steve Soper                            | Justin Bell Luca Drudi                          | résultats |
| 10     | Sebring        | #11 AMG Mercedes                                  | #51 Viper Team Oreca                            | résultats |
| 10     | Sebring        | Bernd Schneider Klaus Ludwig                      | Olivier Beretta Philippe Gache                  | résultats |
| 11     | Laguna Seca    | #11 AMG Mercedes                                  | #56 Roock Racing                                | résultats |
| 11     | Laguna Seca    | Bernd Schneider Klaus Ludwig                      | Stéphane Ortelli Bruno Eichmann                 | résultats |

## Classements

### Championnat pilotes

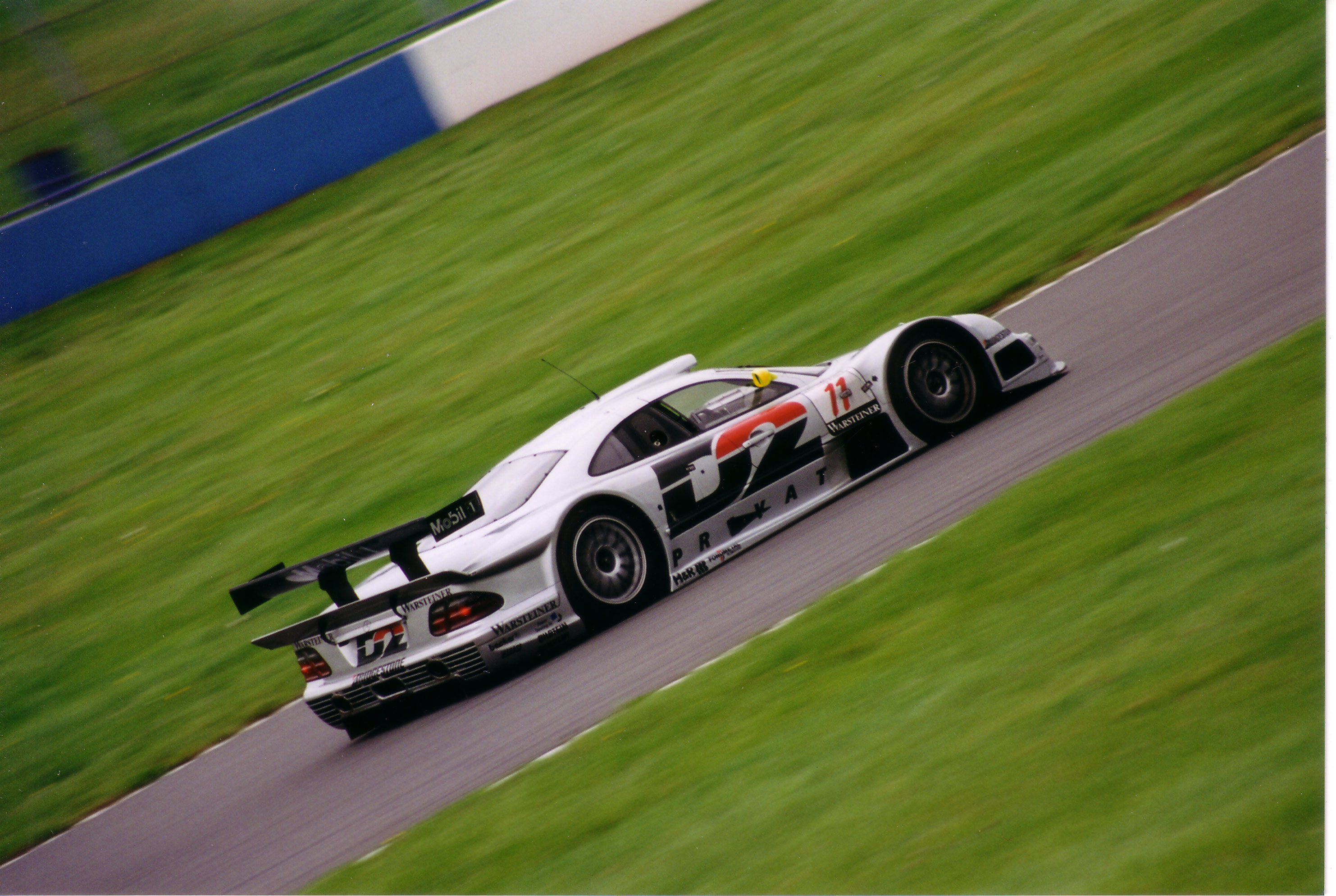
Bernd Schneider remporte le championnat pilote GT1 au volant d'une Mercedes-Benz CLK-GTR.

Les points sont octroyés aux 6 premiers classés de chaque catégorie dans l'ordre 10–6–4–3–2–1.

#### Classements GT1
| Pos | Pilote                | Équipe                       | Mc 1 | Mc 2 | Mc 3 | Mc 4 | Mc 5 | Mc 6 | Mc 7 | Mc 8 | Mc 9 | Mc 10 | Mc 11 | Total |
| --- | --------------------- | ---------------------------- | ---- | ---- | ---- | ---- | ---- | ---- | ---- | ---- | ---- | ----- | ----- | ----- |
| 1   | Bernd Schneider       | AMG-Mercedes                 |      | 6    |      | 10   | 6    | 10   | 10   | 10   |      | 10    | 10    | 72    |
| 2=  | Steve Soper           | BMW Motorsport               | 10   | 4    | 10   | 4    | 10   | 4    | 3    | 4    | 10   |       |       | 59    |
| 2=  | JJ Lehto              | BMW Motorsport               | 10   | 4    | 10   | 4    | 10   | 4    | 3    | 4    | 10   |       |       | 59    |
| 4   | Klaus Ludwig          | Kremer Racing AMG-Mercedes   |      |      |      | 10   | 2    | 10   | 6    | 3    |      | 10    | 10    | 51    |
| 5=  | Marcel Tiemann        | AMG-Mercedes                 |      |      |      | 6    |      | 6    | 10   | 6    | 6    |       |       | 34    |
| 5=  | Alessandro Nannini    | AMG-Mercedes                 |      |      |      | 6    |      | 6    | 10   | 6    | 6    |       |       | 34    |
| 7   | Pierre-Henri Raphanel | Gulf Team Davidoff           | 6    | 3    | 3    | 2    |      | 2    | 4    | 1    | 1    | 2     | 3     | 27    |
| 8=  | Peter Kox             | BMW Motorsport               |      | 10   |      | 3    | 3    |      |      | 2    | 2    | 6     |       | 26    |
| 8=  | Roberto Ravaglia      | BMW Motorsport               |      | 10   |      | 3    | 3    |      |      | 2    | 2    | 6     |       | 26    |
| 10  | Alexander Wurz        | AMG-Mercedes                 |      | 6    |      |      | 6    | 3    |      | 10   |      |       |       | 25    |
| 11  | Jean-Marc Gounon      | Gulf Team Davidoff           | 6    |      | 3    | 2    |      |      | 4    | 1    | 1    | 2     | 3     | 22    |
| 12  | Bob Wollek            | Schübel Rennsport Porsche AG | 1    |      |      |      | 4    | 1    | 2    |      | 4    | 3     | 6     | 21    |
| 13= | Bernd Mayländer       | AMG-Mercedes                 |      |      |      |      |      | 10   | 6    | 3    |      |       |       | 19    |
| 13= | Yannick Dalmas        | Roock Racing Porsche AG      | 2    |      |      |      | 4    |      |      |      | 4    | 3     | 6     | 19    |
| 15  | Thierry Boutsen       | Porsche AG                   | 3    | 2    |      |      | 4    | 1    | 2    |      | 3    | 1     | 2     | 18    |
| 16  | Ralf Kelleners        | Roock Racing Porsche AG      | 2    |      | 6    |      |      |      |      |      | 3    |       | 4     | 15    |
| 17  | Hans-Joachim Stuck    | Porsche AG                   | 3    | 2    |      |      |      |      | 2    |      |      | 1     | 2     | 10    |
| 18  | John Nielsen          | Gulf Team Davidoff           | 4    |      | 4    |      |      |      | 1    |      |      |       |       | 9     |
| 19  | Thomas Bscher         | Gulf Team Davidoff           | 4    |      | 4    |      |      |      |      |      |      |       |       | 8     |
| 20= | Anders Olofsson       | Gulf Team Davidoff           |      |      |      |      |      | 2    | 4    |      |      |       | 1     | 7     |
| 20= | Andrew Gilbert-Scott  | Gulf Team Davidoff           |      | 3    | 3    |      |      |      | 1    |      |      |       |       | 7     |
| 22  | Stéphane Ortelli      | Roock Racing                 |      |      | 6    |      |      |      |      |      |      |       |       | 6     |
| 23= | David Brabham         | David Price Racing           |      |      |      |      |      |      |      |      |      | 4     |       | 4     |
| 23= | Perry McCarthy        | David Price Racing           |      |      |      |      |      |      |      |      |      | 4     |       | 4     |
| 23= | Allan McNish          | Porsche AG                   |      |      |      |      |      |      |      |      |      |       | 4     | 4     |
| 26= | Ray Bellm             | Gulf Team Davidoff           |      | 3    |      |      |      |      |      |      |      |       |       | 3     |
| 26= | Gary Ayles (en)       | Parabolica Motorsport        |      | 1    |      | 1    | 1    |      |      |      |      |       |       | 3     |
| 26= | Chris Goodwin (en)    | Parabolica Motorsport        |      | 1    |      | 1    | 1    |      |      |      |      |       |       | 3     |
| 29= | Andrea Boldrini       | GBF UK Ltd.                  |      |      | 2    |      |      |      |      |      |      |       |       | 2     |
| 29= | Mauro Martini         | GBF UK Ltd.                  |      |      | 2    |      |      |      |      |      |      |       |       | 2     |
| 29= | Ralf Schumacher       | AMG-Mercedes                 |      |      |      |      | 2    |      |      |      |      |       |       | 2     |
| 29= | Geoff Lees            | Gulf Team Davidoff           |      |      |      |      |      |      | 1    |      |      |       | 1     | 2     |
| 33= | Pedro Lamy            | Schübel Rennsport Porsche AG | 1    |      |      |      |      |      |      |      |      |       |       | 1     |
| 33= | Christian Pescatori   | BMS Scuderia Italia          |      |      | 1    |      |      |      |      |      |      |       |       | 1     |
| 33= | Pierluigi Martini     | BMS Scuderia Italia          |      |      | 1    |      |      |      |      |      |      |       |       | 1     |

#### Classements GT2
Voici le classement des pilotes GT2 :
1 - Justin Bell (GB) (Chrysler Viper GTS-R - Viper Team Oreca). 66 points
2 - Bruno Eichmann (CH) (Porsche 911 GT2 - Roock Racing). 65 points
3 - Olivier Beretta (MC) (Chrysler Viper GTS-R - Viper Team Oreca). 60 points
3 - Philippe Gache (F) (Chrysler Viper GTS-R - Viper Team Oreca). 60 points
5 - Claudia Hürtgen (D) (Porsche 911 GT2 - Roock Racing). 55 points
6 - Ni Amorim (P) (Porsche 911 GT2 - Roock Racing). 44 points
7 - Stéphane Ortelli (F) (Porsche 911 GT2 - Roock Racing). 32 points
7 - Tommy Archer (USA) (Chrysler Viper GTS-R - Viper Team Oreca). 32 points
9 - Marc Duez (B) (Chrysler Viper GTS-R - Viper Team Oreca). 16 points

### Championnat des équipes

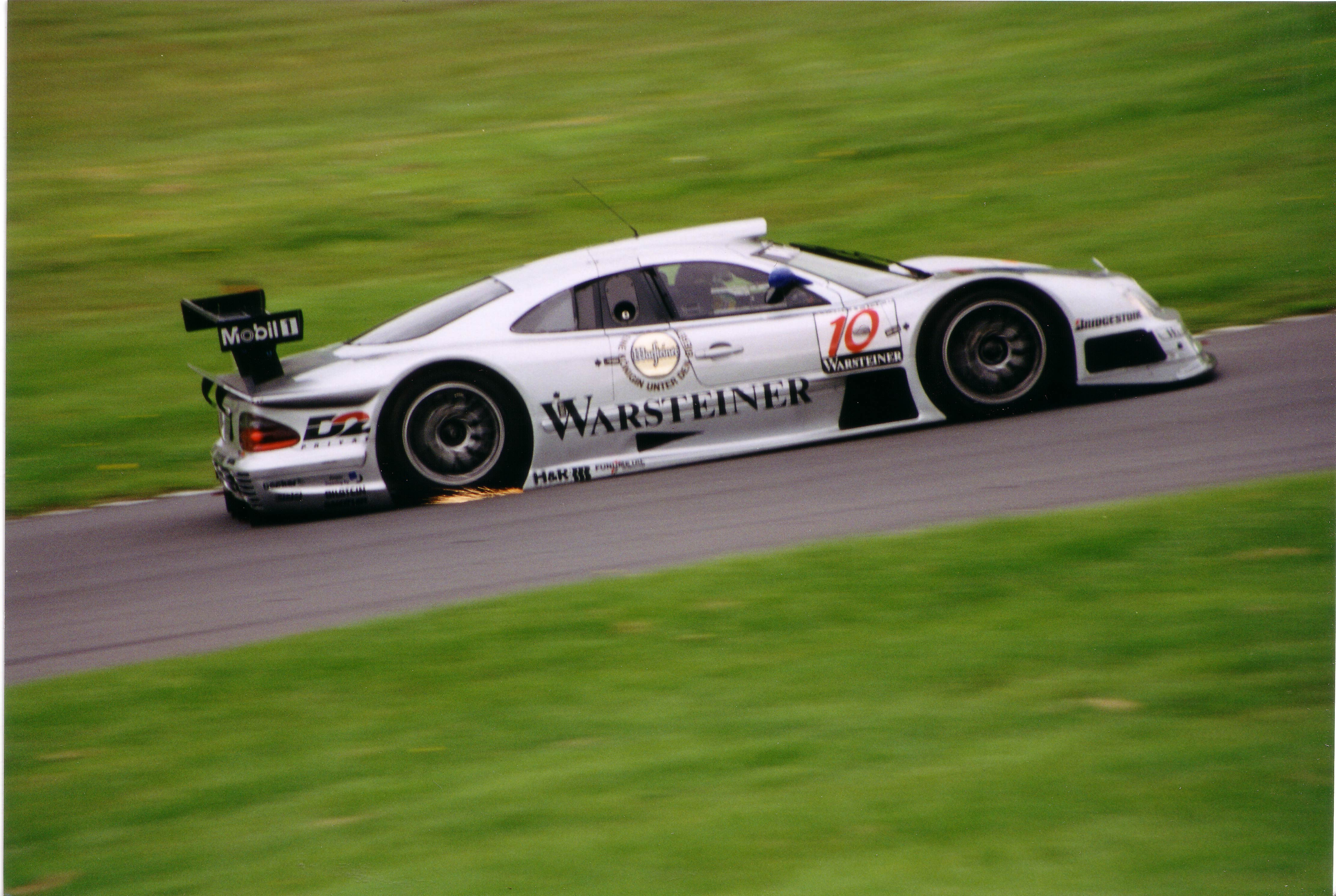
AMG Mercedes remporte le championnat des équipes GT1.

Les points sont octroyés aux 6 premiers classés de chaque catégorie dans l'ordre 10–6–4–3–2–1. Les points sont obtenus par deux voitures maximum pour chaque équipe.

#### Classements GT1
| Pos | Équipe                   | Voiture               | Moteur                                              | Mc 1 | Mc 2 | Mc 3 | Mc 4 | Mc 5 | Mc 6 | Mc 7 | Mc 8 | Mc 9 | Mc 10 | Mc 11 | Total |
| --- | ------------------------ | --------------------- | --------------------------------------------------- | ---- | ---- | ---- | ---- | ---- | ---- | ---- | ---- | ---- | ----- | ----- | ----- |
| 1   | AMG Mercedes             | Mercedes-Benz CLK-GTR | Mercedes-Benz 6.0L V12                              |      | 6    |      | 16   | 8    | 19   | 16   | 19   | 6    | 10    | 10    | 110   |
| 2   | BMW Motorsport-Schnitzer | McLaren F1 GTR        | BMW 6.0L V12                                        | 10   | 14   | 10   | 7    | 13   | 4    | 3    | 6    | 12   | 6     |       | 85    |
| 3   | Gulf Team Davidoff       | McLaren F1 GTR        | BMW 6.0L V12                                        | 10   | 3    | 7    | 2    |      | 2    | 5    | 1    | 1    | 2     | 4     | 37    |
| 4   | Porsche AG               | Porsche 911 GT1 Evo   | Porsche 3.2L Turbo Flat-6 Porsche 3.2L Turbo Flat-6 | 3    | 2    |      |      | 4    | 1    | 2    |      | 7    | 4     | 12    | 35    |
| 5   | Roock Racing             | Porsche 911 GT1       | Porsche 3.2L Turbo Flat-6                           | 2    |      | 6    |      |      |      |      |      |      |       |       | 8     |
| 6   | David Price Racing       | Panoz Esperante GTR-1 | Ford (Roush) 6.0L V8                                |      |      |      |      |      |      |      |      |      | 4     |       | 4     |
| 7   | Parabolica Motorsport    | McLaren F1 GTR        | BMW 6.0L V12                                        |      | 1    |      | 1    | 1    |      |      |      |      |       |       | 3     |
| 8   | GBF UK Ltd.              | Lotus Elise GT1       | Lotus 3.5L Turbo V8                                 |      |      | 2    |      |      |      |      |      |      |       |       | 2     |
| 9=  | Schübel Rennsport        | Porsche 911 GT1       | Porsche 3.2L Turbo Flat-6                           | 1    |      |      |      |      |      |      |      |      |       |       | 1     |
| 9=  | BMS Scuderia Italia      | Porsche 911 GT1       | Porsche 3.2L Turbo Flat-6                           |      |      | 1    |      |      |      |      |      |      |       |       | 1     |

#### Classements GT2
| Pos | Équipe                      | Voiture                              | Moteur                                      | Mc 1 | Mc 2 | Mc 3 | Mc 4 | Mc 5 | Mc 6 | Mc 7 | Mc 8 | Mc 9 | Mc 10 | Mc 11 | Total |
| --- | --------------------------- | ------------------------------------ | ------------------------------------------- | ---- | ---- | ---- | ---- | ---- | ---- | ---- | ---- | ---- | ----- | ----- | ----- |
| 1   | Viper Team Oreca            | Chrysler Viper GTS-R                 | Chrysler 8.0L V10                           | 16   | 14   |      | 6    | 16   | 10   | 14   | 14   | 10   | 16    | 10    | 126   |
| 2   | Roock Racing                | Porsche 911 GT2                      | Porsche 3.6L Turbo Flat-6                   | 4    | 6    | 10   | 10   | 1    | 10   | 8    | 9    | 11   | 4     | 10    | 83    |
| 3   | Konrad Motorsport           | Porsche 911 GT2                      | Porsche 3.6L Turbo Flat-6                   | 2    |      |      | 4    |      |      | 3    | 2    | 3    | 1     |       | 15    |
| 4=  | Krauss Motorsport           | Porsche 911 GT2                      | Porsche 3.6L Turbo Flat-6                   | 1    |      | 4    | 3    |      | 3    |      |      |      |       | 2     | 13    |
| 4=  | Marcos Racing International | Marcos LM600                         | Chevrolet 5.9L V8                           |      |      | 6    |      | 4    |      |      |      |      | 3     |       | 13    |
| 6   | Karl Augustin               | Porsche 911 GT2                      | Porsche 3.6L Turbo Flat-6                   |      |      | 2    |      |      | 2    |      |      | 2    | 2     |       | 8     |
| 7   | Chamberlain Engineering     | Chrysler Viper GTS-R                 | Chrysler 8.0L V10                           |      |      | 3    |      |      |      |      |      |      |       | 3     | 6     |
| 8=  | Rennsport Italia            | Porsche 911 GT2                      | Porsche 3.6L Turbo Flat-6                   | 3    | 1    |      |      |      |      |      |      |      |       |       | 4     |
| 9=  | Kremer Racing Kremer Racing | Porsche 911 GT2                      | Porsche 3.6L Turbo Flat-6                   |      | 3    |      |      |      | 1    |      |      |      |       |       | 4     |
| 11= | G-Force Strandell           | Porsche 911 GT2                      | Porsche 3.6L Turbo Flat-6                   |      |      |      |      | 3    |      |      |      |      |       |       | 3     |
| 11= | Agusta Racing Team          | Callaway Corvette LM Porsche 911 GT2 | Chevrolet 6.3L V8 Porsche 3.6L Turbo Flat-6 |      |      |      |      | 2    |      |      | 1    |      |       |       | 3     |
| 13= | RWS-Brun Motorsport         | Porsche 911 GT2                      | Porsche 3.6L Turbo Flat-6                   |      | 2    |      |      |      |      |      |      |      |       |       | 2     |
| 13= | Stadler Motorsport          | Porsche 911 GT2                      | Porsche 3.6L Turbo Flat-6                   |      |      |      | 2    |      |      |      |      |      |       |       | 2     |
| 15= | Proton Competition          | Porsche 911 GT2                      | Porsche 3.6L Turbo Flat-6                   |      |      | 1    |      |      |      |      |      |      |       |       | 1     |
| 15= | Seikel Motorsport           | Porsche 911 GT2                      | Porsche 3.6L Turbo Flat-6                   |      |      |      | 1    |      |      |      |      |      |       |       | 1     |
| 15= | Larbre Compétition          | Porsche 911 GT2                      | Porsche 3.6L Turbo Flat-6                   |      |      |      |      |      |      | 1    |      |      |       |       | 1     |
| 15= | Dellenbach Motorsport       | Porsche 911 GT2                      | Porsche 3.6L Turbo Flat-6                   |      |      |      |      |      |      |      |      |      |       | 1     | 1     |